# Hötorgsskraporna

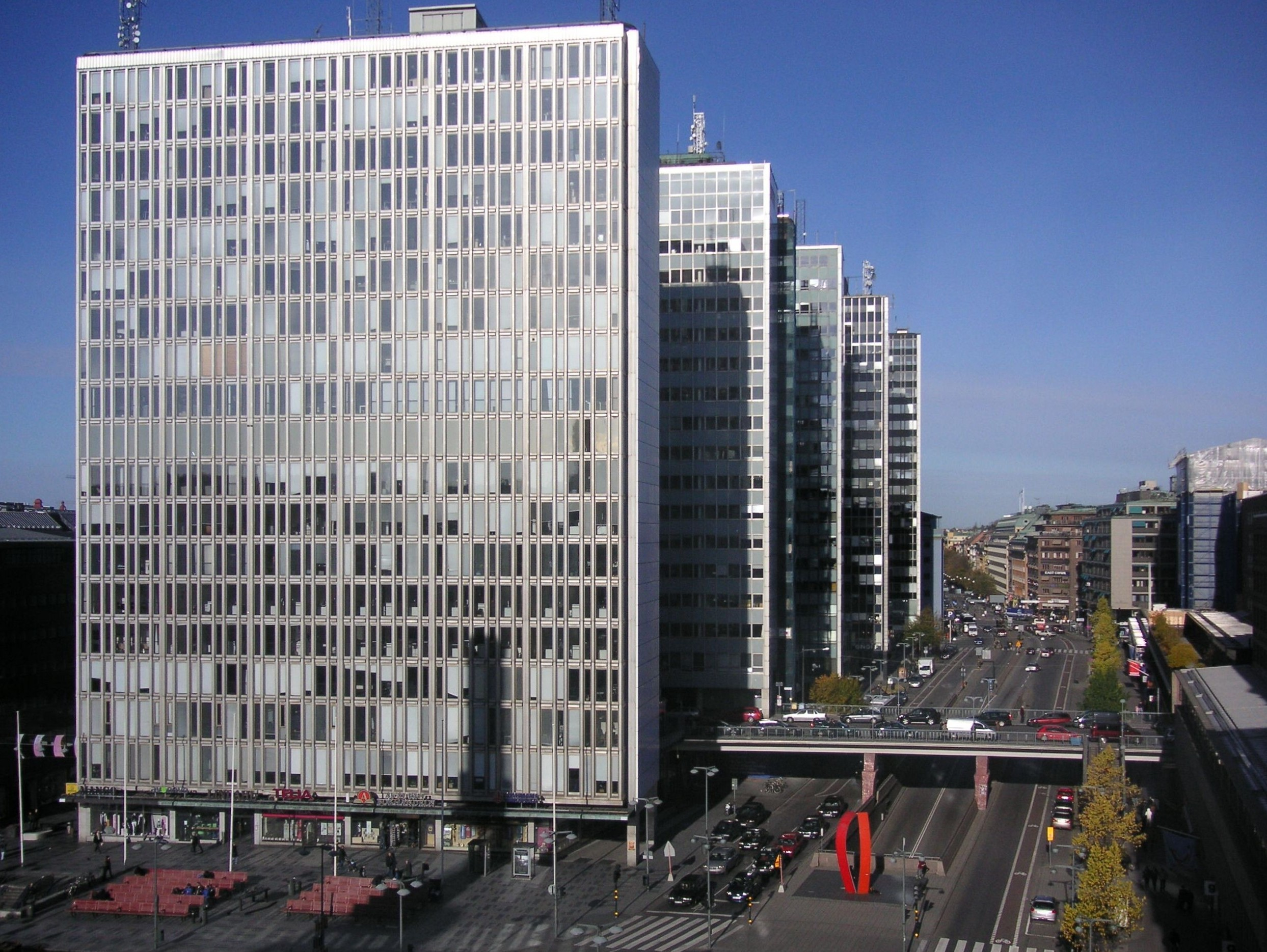
De fem "Hötorgsskraporna" sedda från Kulturhuset, 2007.

Hötorgsskraporna, även kallade Hötorgshusen eller De fem trumpetstötarna (ursprungligen Sveavägens höghus), är en grupp av fem 61 meter (eller 72 meter över havet) och nitton våningar höga höghus inom Hötorgscity på Norrmalm i Stockholm, mellan Hötorget och Sergels torg i kvarteret Beridarebanan, skissade 1946 och uppförda 1955–1962.
Under många år fanns den berömda DUX-skylten på första höghusets gavel. Den var på sin tid Europas största neonreklam och plockades ner 1994.

## Historik

### Bakgrund

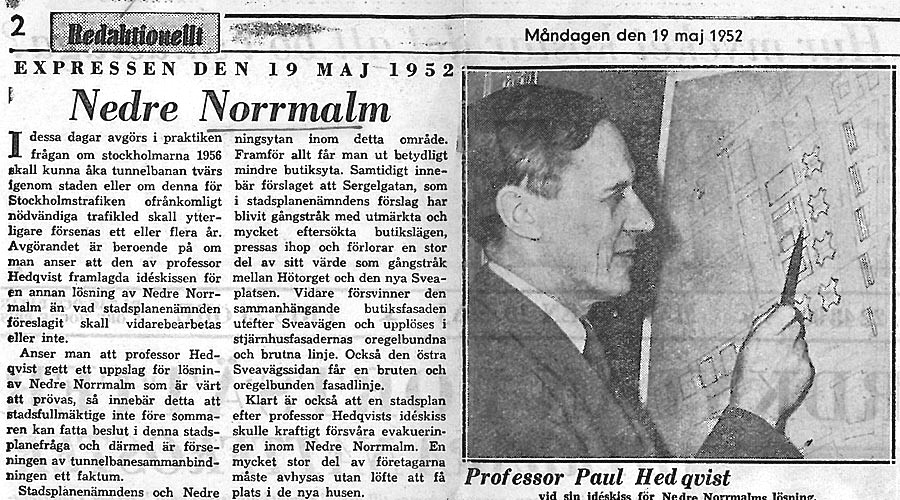
Paul Hedqvist och sitt förslag med sex höghus i Expressen den 19 maj 1952.

Redan 1945 hade arkitekten Sven Markelius fått i uppdrag att göra stadsplaner för området kring Sveavägens sydligaste del, där samtidigt blivande gröna tunnelbanelinjen planerades byggas i öppet schakt. Markelius, som var chef för utredningsavdelningen vid Byggnadsstyrelsen 1938–1944 och sedermera stadsplanedirektör i Stockholm under åren 1944–1954, planlade sedan omdaningen av Nedre Norrmalm. Många arkitekter engagerades i frågan, bland andra David Helldén, Paul Hedqvist och Tage William-Olsson. Deras och Stadsplanekontorets förslag presenterades i facktidskriften Byggmästaren år 1943.
Länge diskuterades utformningen av cityhöghusen. Redan 1928 hade Artur von Schmalensee kommit med ett förslag med nio 30 våningar höga höghus. Det fanns förslag med både två och tre byggnadsvolymer utan markanta höghus och även en modell av Stadsplanekontoret med fyra höghus. Samtidigt gav antalet fem en annan dynamik än fyra, eller som David Helldén, arkitekt vid stadsbyggnadskontoret, uttryckte det: " ...man ger en dam fem rosor, inte fyra." Paul Hedqvist presenterade ett förslag med sex stjärn-höghus. Även idéer med nio skyskrapor (som von Schmalensees förslag från 1928) fanns. Trafikflöden och trafikföringen studerades omsorgsfullt och sträckningen av Sveavägen var länge oklar. Man bestämde sig för att förlänga vägen från konserthuset ner till det som senare skulle bli Sergels torg.

### Genomförandet

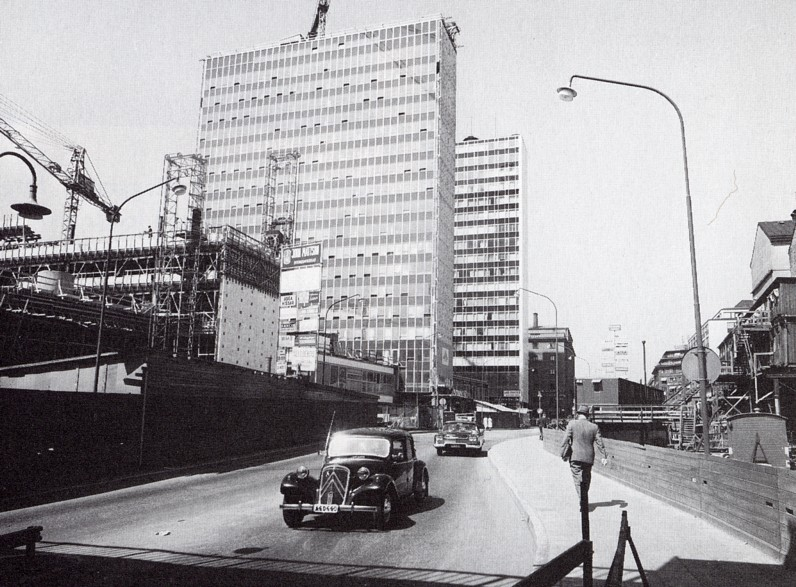
Två av höghusen resta, 1959.

Den stora cityomvandlingen på 1950- och 1960-talen gav Hötorget ett helt nytt ansikte. Rivningen av den gamla, delvis värdefulla bebyggelsen innebar stora förändringar i staden, men de fem höghusen vittnade samtidigt om en framtidstro och ett hopp om att Stockholm skulle bli en modern storstad och att trafiksvårigheterna skulle vara bemästrade för all framtid. 

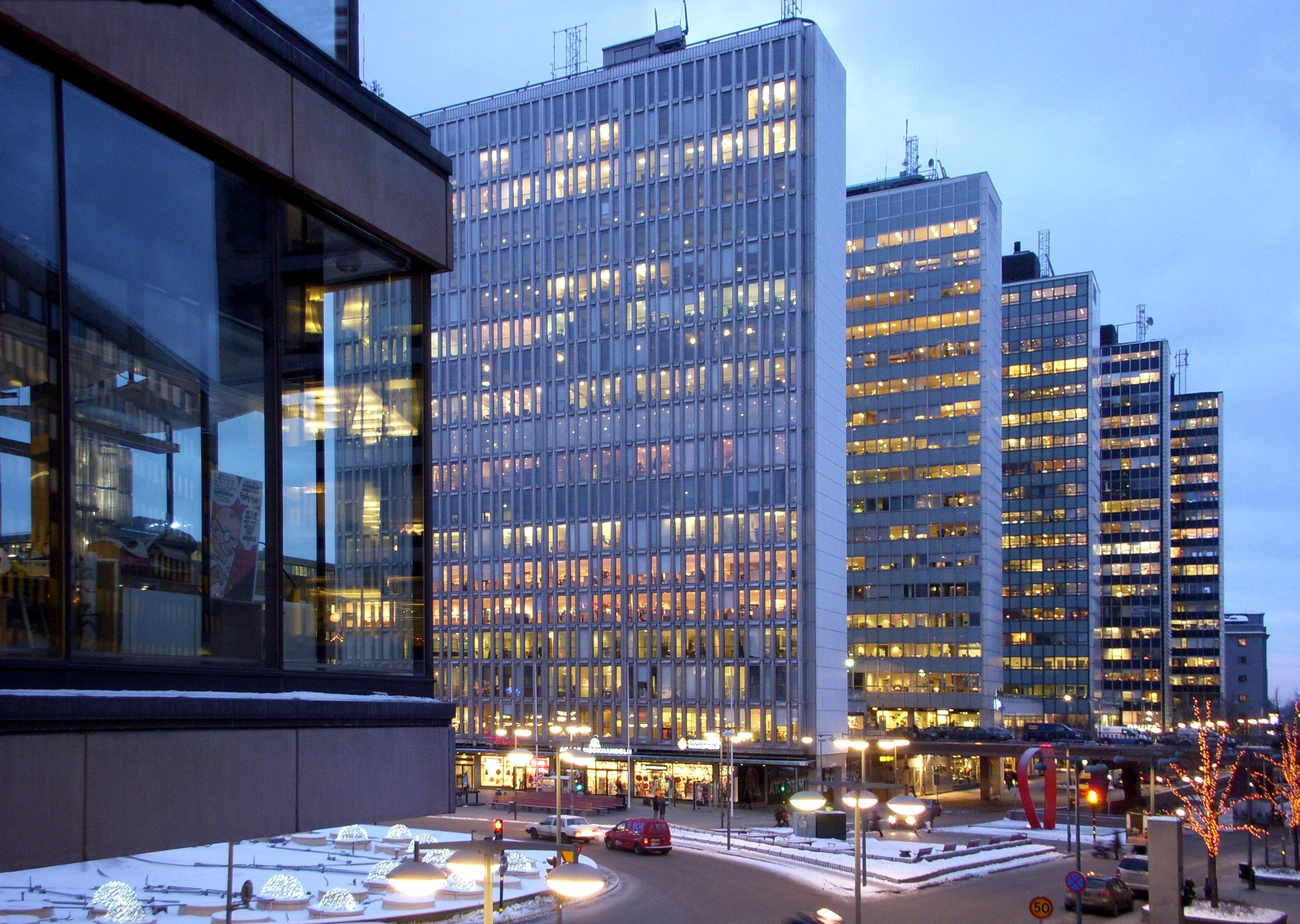
Höghusen sedda från Malmskillnadsgatan med Kulturhusets hörn till vänster, december 2010.

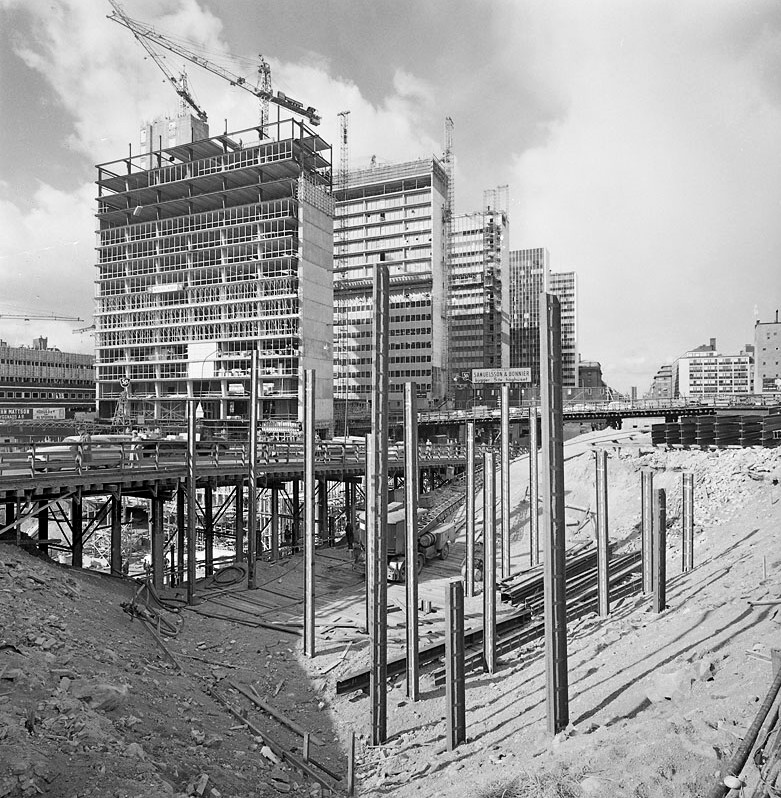
Alla höghusen är uppe 1964.

Vid stadsfullmäktiges behandling av Norrmalmsregleringen inför det principiella beslutet 1945 myntade borgarrådet Yngve Larsson det bevingade uttrycket ”De fem trumpetstötarna” om Hötorgsskraporna:
| ”                                                                                 | Till mig talar denna stadsbild om kraft att skapa och tro på framtiden, med den musikaliska uttrycksfullhet som tillhör den stora arkitekturen: fem sköna ackord, fem trumpetstötar i ett Händelskt festspel. | „ |
| – Yngve Larsson, inför stadsfullmäktige vid behandlingen av Delstadsplan II, 1952 | |   |

De fem höghusen ritades av fem olika arkitekter respektive arkitektkontor; alla tillhörde den dåvarande svenska arkitekteliten. Utvändigt är husen ganska lika sinsemellan, ty man eftersträvade en enhetlig framtoning; bara i val av fasadernas gestaltning och material fick arkitekterna fria händer. Fasaderna är utförda efter curtain wall-konstruktion, där en lätt fasad av glas och aluminium har hängts likt en gardin (engelska: curtain) framför den bärande fasadstommen.
Genom att utforma byggnadskroppen som två mot varandra förskjutna skivor, lyckades man att få ett slankt yttre intryck. Hus nummer 5 (det närmast Sergels torg) var ursprungligen tänkt att bli ett hotell, men man övergav den idén så småningom och det blev kontor där också. I dag är Hötorgsskraporna ett av få exempel i Sverige på höga kontorshus efter amerikansk förebild från 1950-talet.

## Byggnadsinformation
| Byggnad      | Arkitekt              | Byggherre                                    | Uppförd   | Invigd | Adress       |
| ------------ | --------------------- | -------------------------------------------- | --------- | ------ | ------------ |
| Hötorgshus 1 | David Helldén         | Stockholms stads fastighetskontor            | 1955–1960 | 1960   | Sveavägen 17 |
| Hötorgshus 2 | Anders Tengbom        | Fastighets AB Tornet och Stockholms Sparbank | 1957–1960 | 1962   | Sveavägen 13 |
| Hötorgshus 3 | Sven Markelius        | Fastighets AB Hötorget                       | 1960–1962 | 1962   | Sveavägen 9  |
| Hötorgshus 4 | Lars-Erik Lallerstedt | Fastighets AB Hötorget                       | 1960–1962 | 1962   | Sveavägen 5  |
| Hötorgshus 5 | Backström & Reinius   | Samuelsson & Bonnier                         | 1960–1962 | 1962   | Sveavägen 1  |

## Ljusskyltar på skraporna

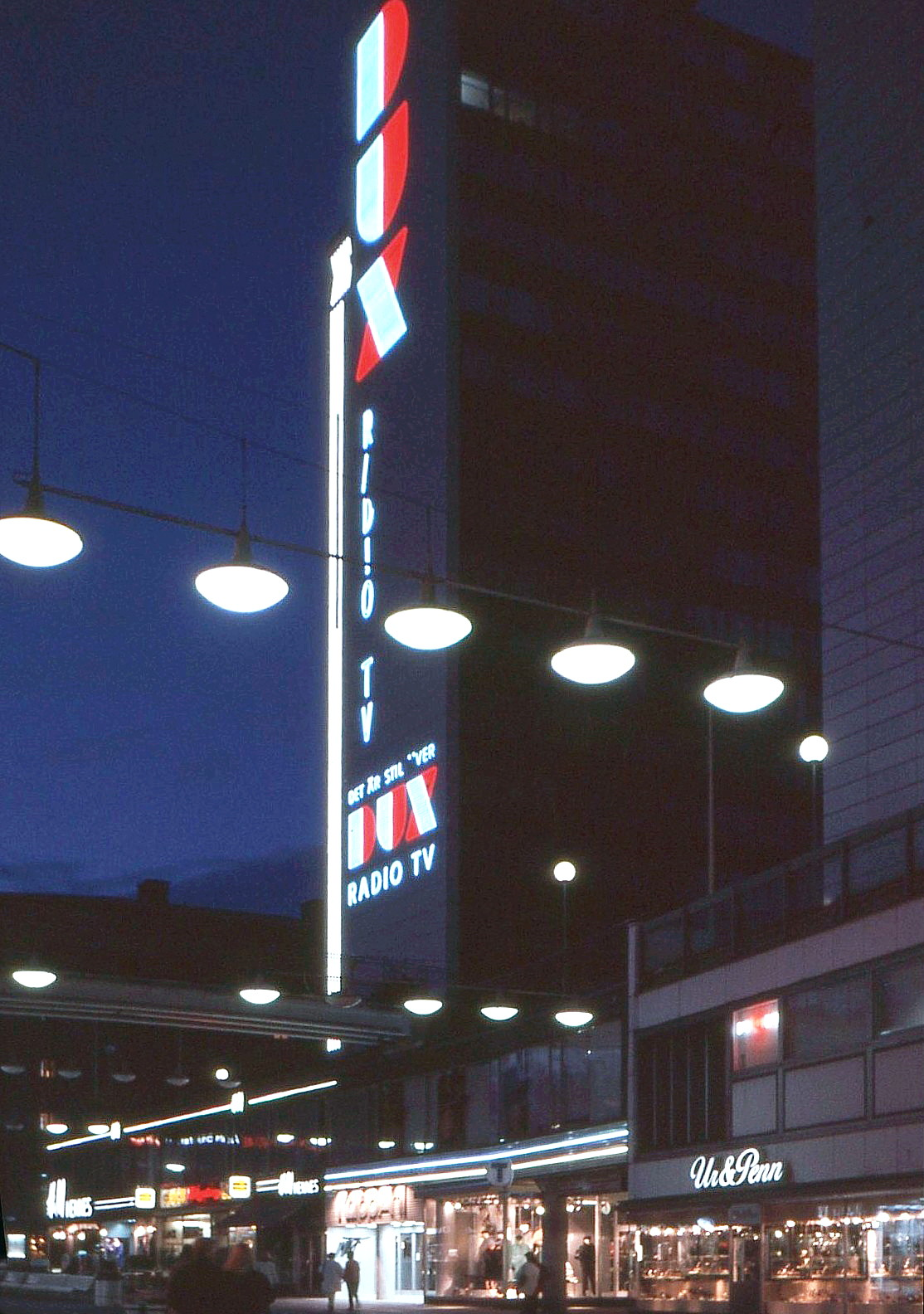
DUX-reklamen i oktober 1986.

Stockholms fem höghus färdigställdes 1960–1962. Den första “skrapan” som blev klar var höghus nr 1 (de är numrerade från 1 till 5 med stora blåa neonsiffror) närmast Konserthuset. Samtliga fem var förberedda för ljusreklam, därför hölls gavlarna släta och utan fönster. Även under fasadbeklädnaden fanns samtliga ledningsdragningar förberedda. Det var alltså meningen att alla fem hötorgsskraporna skulle förses med elektriska reklamskyltar. Den första reklamen som kom upp var DUX-skylten på Hötorgsskrapan nr 1.

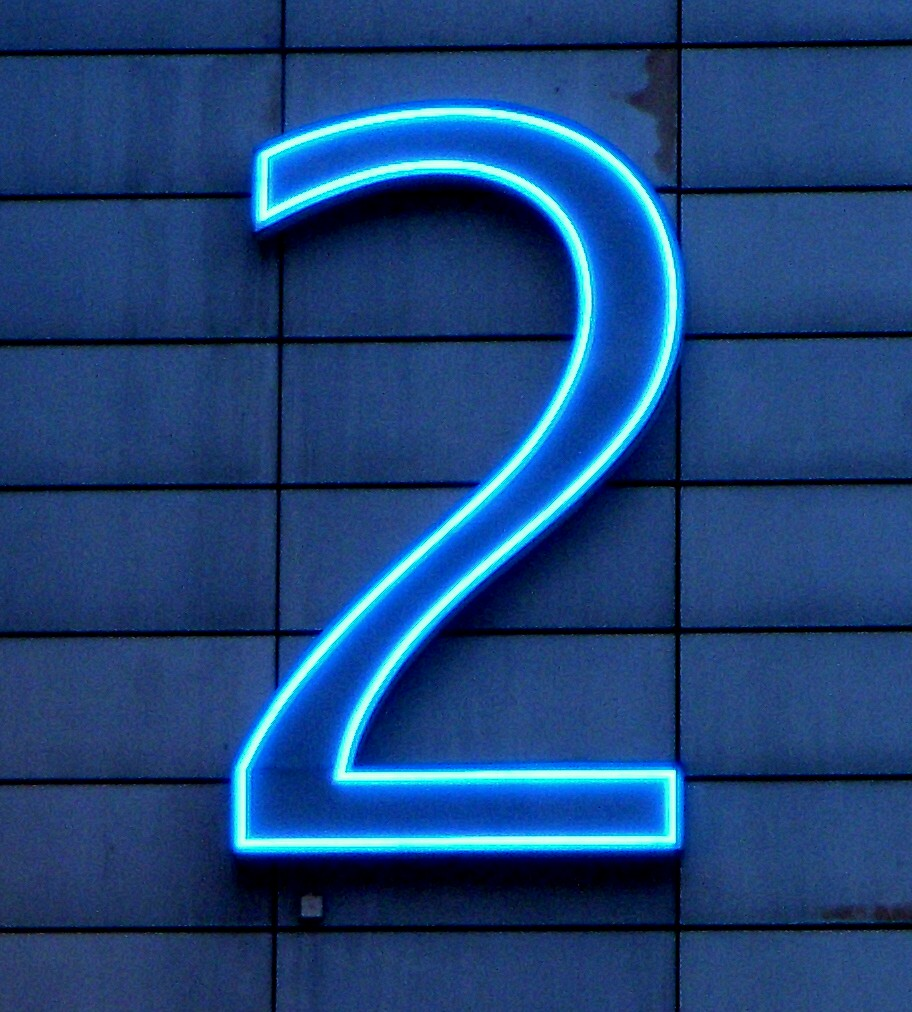
Skrapan nr 2.

I början av år 1960 fick Dux Telefon och Radiofabriks AB bygglov för en stor reklamskylt på höghusets gavel mot Sergelgatan. Skylten ritades av husets arkitekt David Helldén och Philips Neon tillverkade den. Den innehöll över en kilometer neonrör i röda, vita och blåa färger och var då Europas största ljusreklam. Den 24 augusti 1960 tändes skylten av Stockholms Mälardrottning.
När Duxmärket försvann från marknaden skulle det göras reklam för Philips produkter (Philips ägde Dux sedan 1930-talet). Philips utnyttjade det gällande bygglovet och 1994 monterades upp en Philipsreklam i stället för Dux. Det blev Philips logotyp högst uppe på gaveln med text “Philips” därunder. I början av 2000-talet plockades även Philipsskylten ner.[källa behövs]
Bortsett från fem stora neonsiffror på gavelfasaderna mot Sveavägen finns idag (2010) inga andra ljusskyltar på Hötorgsskraporna, men förslag är framtagna för en ny neonskyltning på samtliga fem höghus. Under tiden ger man byggnadernas gavlar mot Sergelgatan en färgad effektbelysning.

## I populärkulturen
Hötorgsskraporna har förekommit i en del filmer. I filmen Beck – Hämndens pris sprängs en bomb i höghus 5. Hötorgsskraporna har också stor betydelse i filmen Se upp för Jönssonligan. I den filmen finns det under höghus 3 ett djupt kassavalv och Jönssonligan tar sig ner i detta uppifrån taket på höghus 3 via ett hisschakt. Tornen finns även avbildade i bakgrunden på omslaget av skivan 1 steg bak & 2 steg fram av Just D, tecknad av Jonas Darnell. 

## Bilder
Hus 1 ligger närmast Konserthuset, hus 5 ligger närmast Sergels Torg.

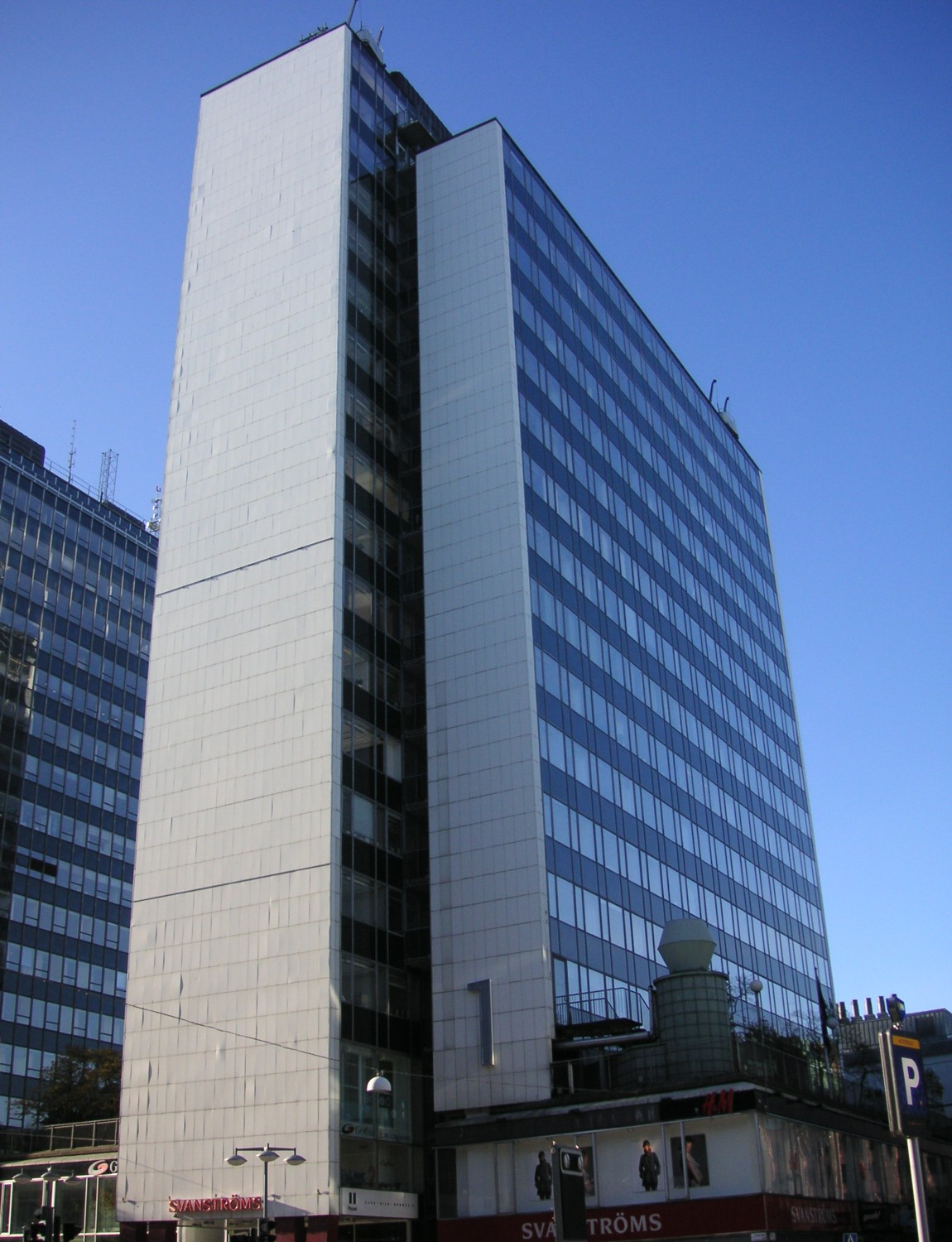
Höghus 1 David Helldén
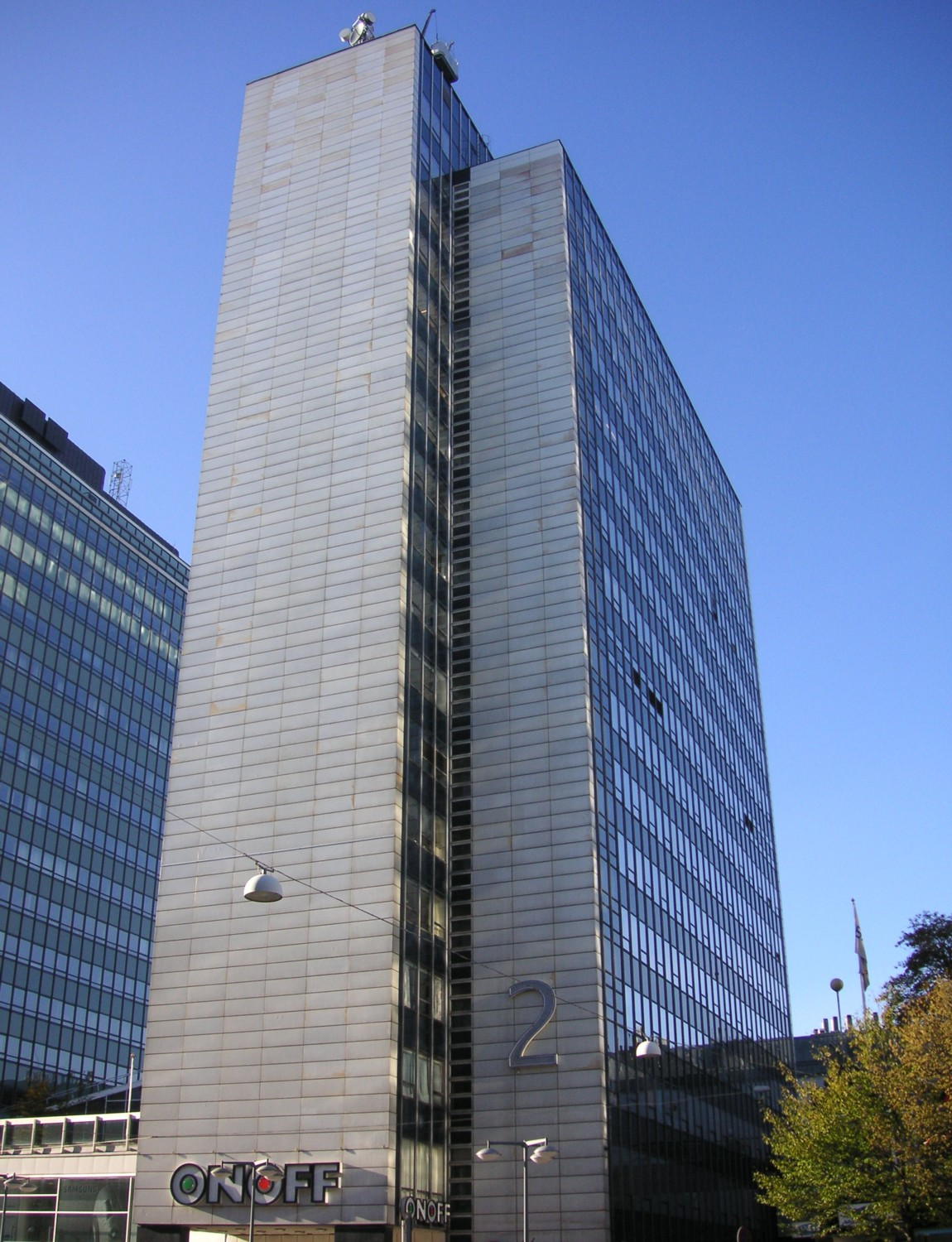
Höghus 2 Anders Tengbom
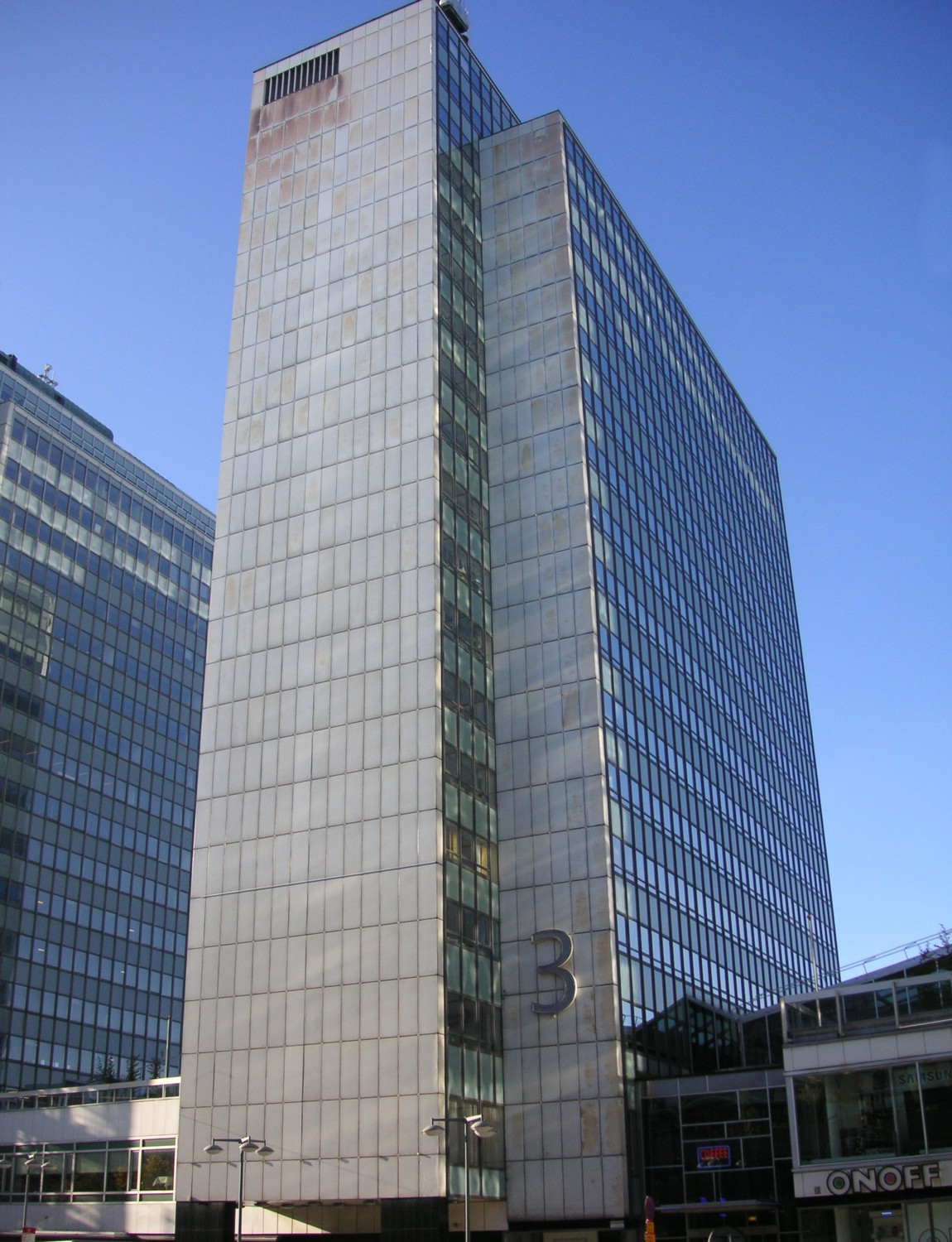
Höghus 3 Sven Markelius
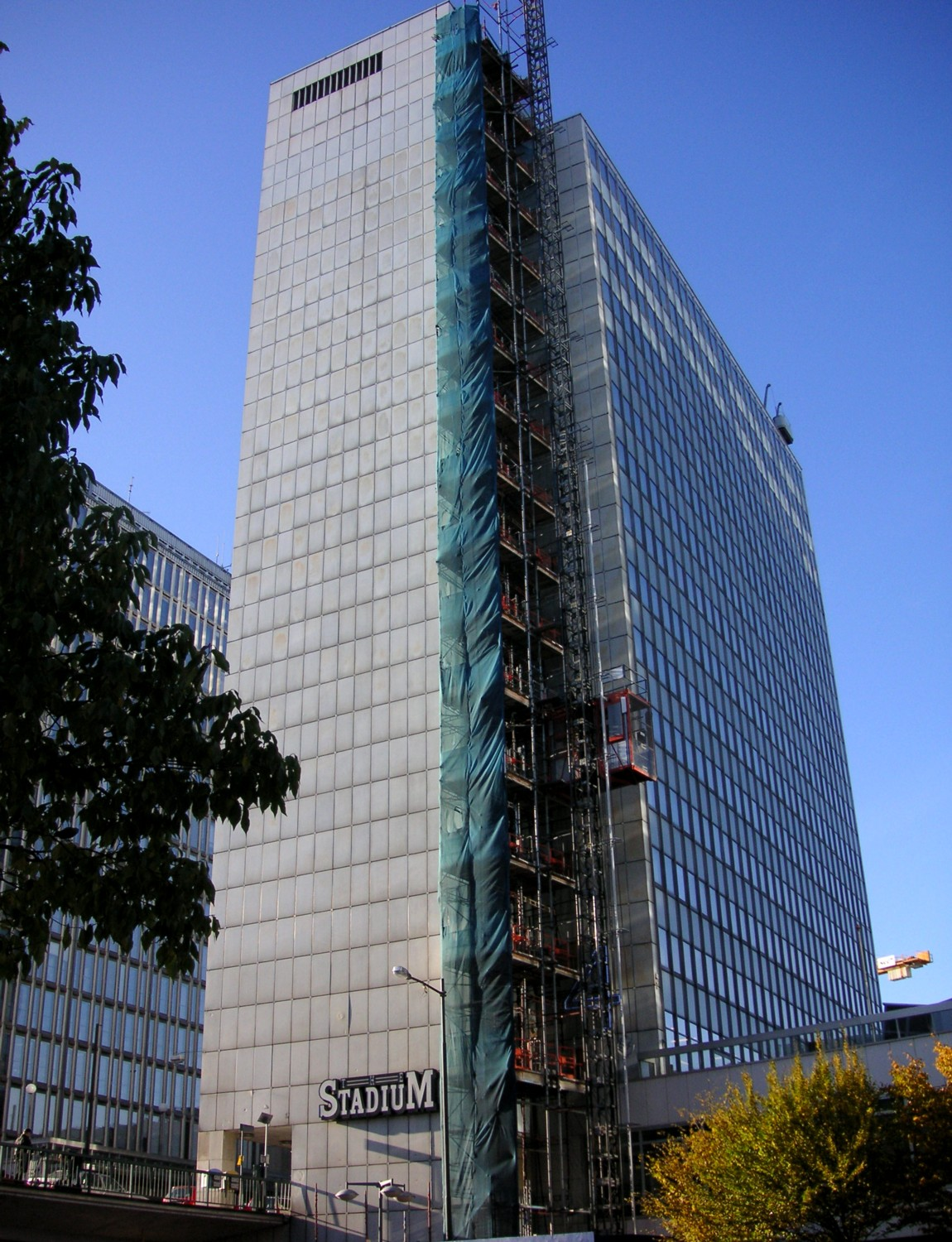
Höghus 4 L.-E. Lallerstedt
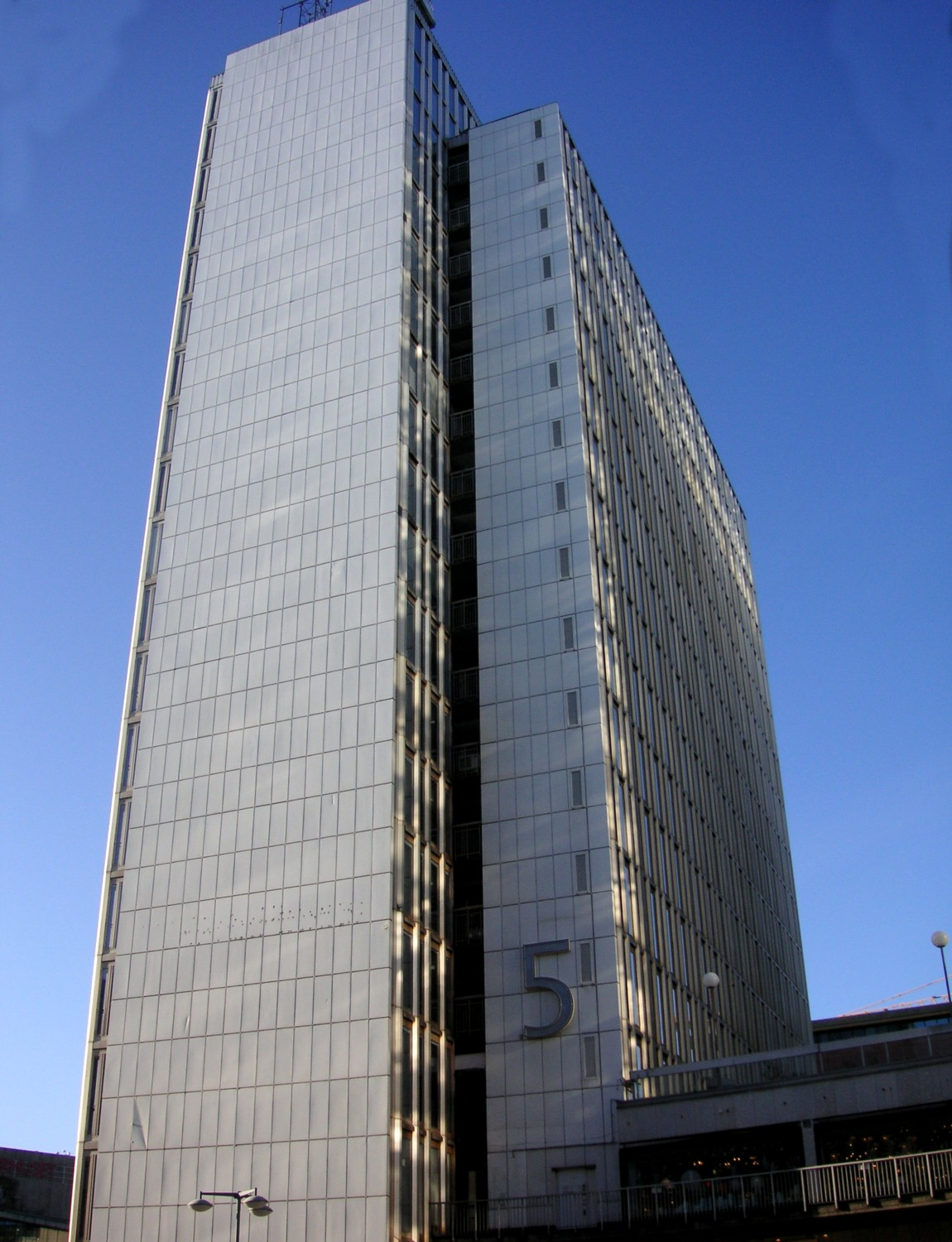
Höghus 5 Backström & Reinius

## Referenser

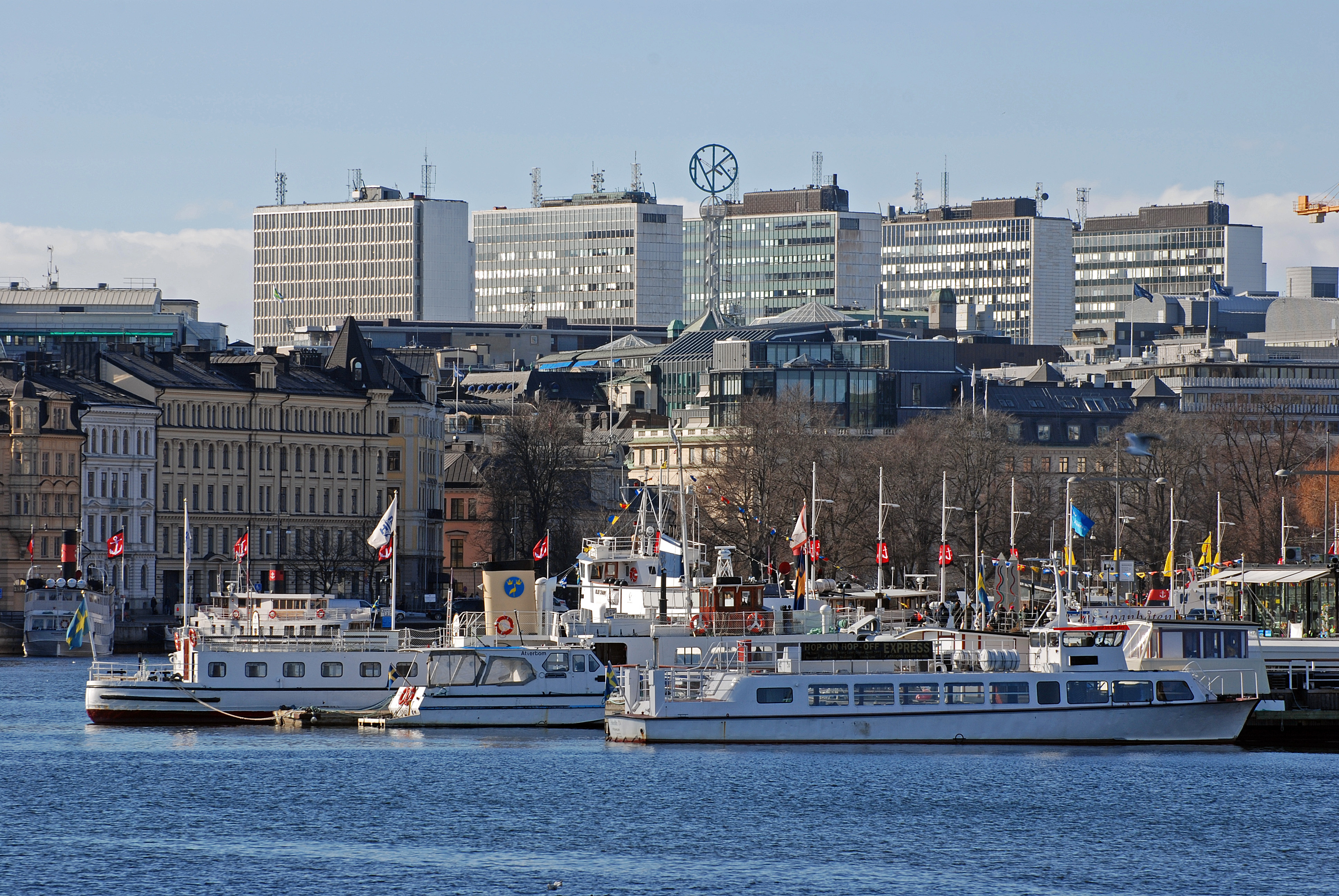
Höghusen sedda från Djurgården 2013. I förgrunden syns Ladugårdslandsviken.

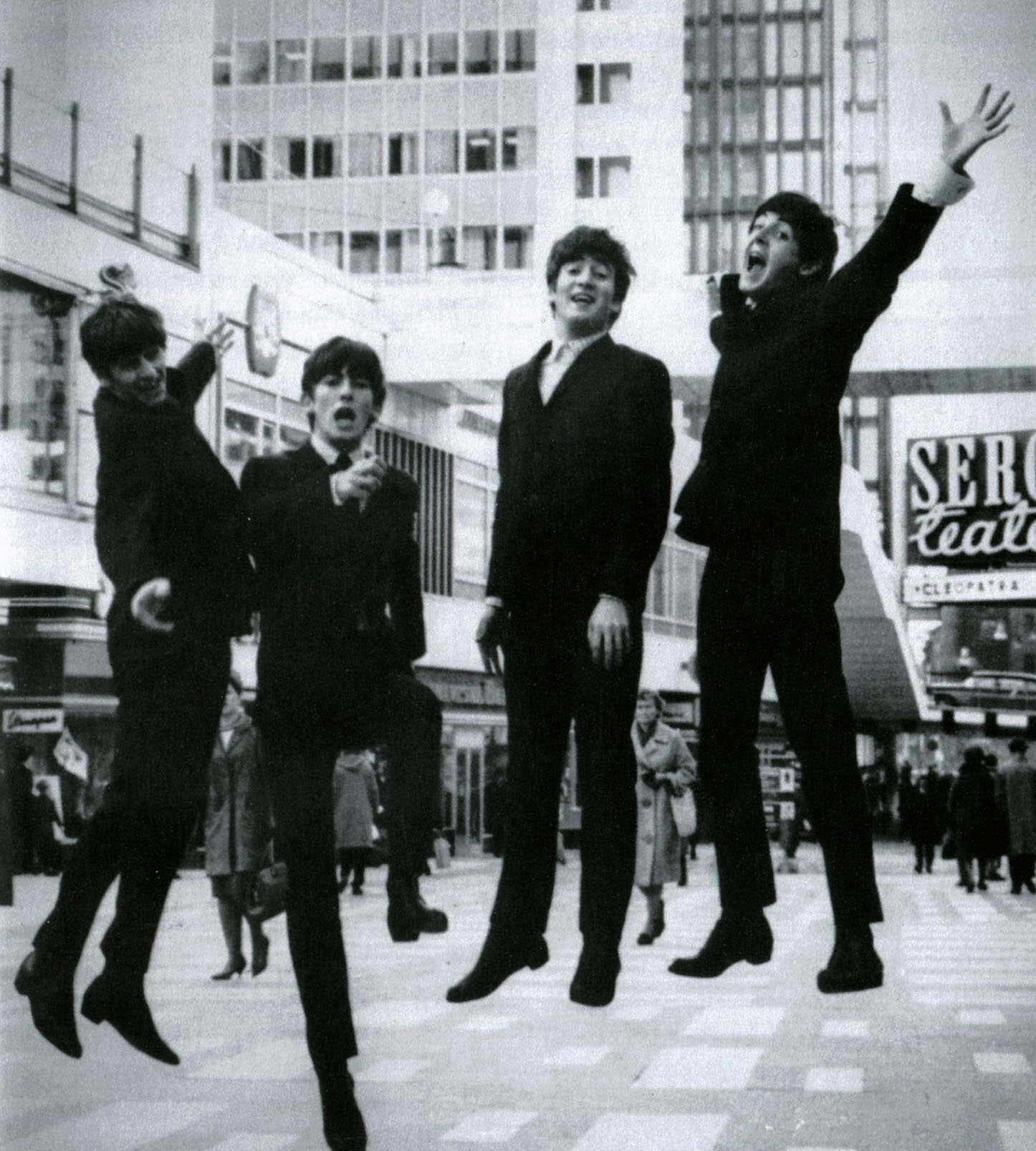
The Beatles 1963 på Sergelgatan med Hötorgsskraporna i bakgrunden.